# حصن الغبي
 حصن الغبي  ، في المنطقة الظاهرة بسلطنة عمان. وكذلك يسمى (بيت الدك الأثري) ، ويوجد به عدة أبراج ، ويقع في 
ولاية عبري.